# Kassim Tajideen
Kassim Tajideen (21 maart 1955) is een Libanees zakenman die een machtig zakenimperium uitbouwde in België en Afrika. Tajideen geniet een gunstige reputatie onder zijn Libanese landgenoten, waarvan hij honderden aan het werk zette en hun ziekenhuiskosten betaalde. De Standaard licht echter toe dat 'elders in de wereld zijn reputatie negatiever was'. Tajideen werd in 2009 in België veroordeeld voor facturenzwendel. Sinds 2009 werd hij op een Amerikaanse sanctielijst geplaatst voor vermeende terrorismefinanciering aan Hezbollah. Op basis van een Amerikaans arrestatiebevel, werd hij gearresteerd in de luchthaven van Casablanca, Marokko. Vervolgens werd hij in 2017 uitgeleverd aan de Verenigde Staten. In 2017 werd hij voor een federale rechtbank in Washington tot 5 jaar gevangenisstraf veroordeeld voor zijn rol in een witwas-samenzwering gericht op het ontduiken van Amerikaanse sancties. Op bevel van een rechter werd hij vervroegd vrijgelaten en uitgeleverd aan Libanon waar zijn terugkeer openlijk werd gevierd.
Tajideen zelf ontkent ooit de Hezbollah of enige andere terroristische organisatie ondersteund te hebben. Verder stelt hij dat de Amerikaanse autoriteiten nooit hebben bewezen dat hij terrorisme financiert.
Zijn naam verscheen in het dossier Congo Hold-up, omvattende gelekte documenten waarin, naar men zegt, hij 88 miljoen dollar zou versluisd hebben, onder meer geld van de Congolese bank.
Niettemin zien veel mensen binnen de Libanese diaspora hem als een succesverhaal. Tajideen groeide op in armoede en bouwde een fortuin op. Toen hij in Libanon opgroeide, deelde hij de ruimte met een koe, zijn ouders en vijftien broers en zussen. Twee van hen stierven in het kraambed, een derde toen hij zestien jaar oud was. De jonge Tajideen werkte als taxichauffeur in Beiroet zonder rijbewijs. Toen hij verhuisde naar Sierra Leone namen burgeroorlogen Afrika over. Conflictdiamanten werden een handig koopwaar om aan korting te kopen en te verkopen aan marktprijzen in België. In 1989 opende hij zijn bedrijfshoofdkwartier in Antwerpen.